# Parteš

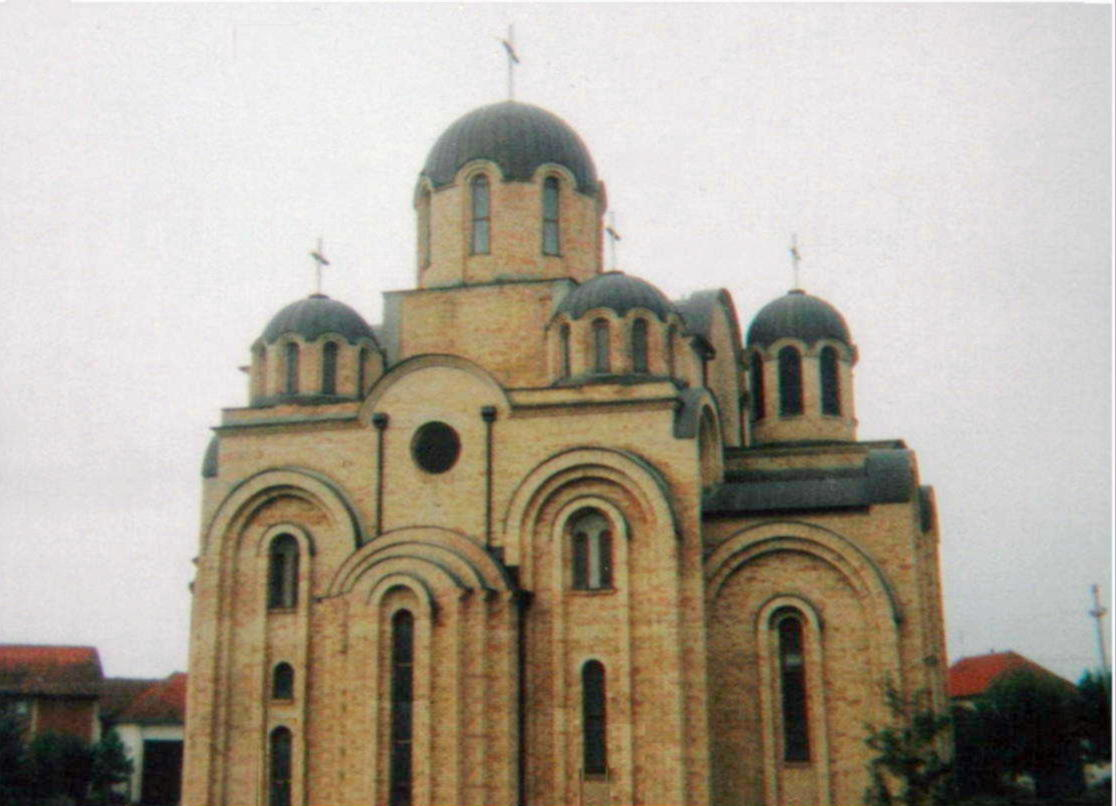
Serbisch-orthodoxe Kirche Heilige Dreifaltigkeit

Parteš (serbisch-kyrillisch Партеш, albanisch Partesh oder auch Parteshi) ist ein Dorf und Amtssitz der gleichnamigen Gemeinde im südöstlichen Kosovo, unweit der Stadt Gjilan. Um den mehrheitlich serbischen Einwohnern mehr Selbstbestimmungsrechte einzuräumen, wurde 2008 die Gemeinde Parteš – bestehend aus dem Ort selbst und den zwei weiteren Ortschaften Pasjane und Donja Budriga – eingerichtet.
Gemäß Volkszählung 2011 zählt der Ort Parteš 478 Einwohner, welche allesamt der serbischen Ethnie angehören. Ebenfalls deklarierten sich alle als Orthodoxe.
| Zensus    | 1948 | 1953 | 1961 | 1971 | 1981 | 1991 | 2011 |
| --------- | ---- | ---- | ---- | ---- | ---- | ---- | ---- |
| Einwohner | 775  | 878  | 1009 | 1203 | 1274 | 1513 | 478  |